# Wilhelmine von Hessen-Kassel

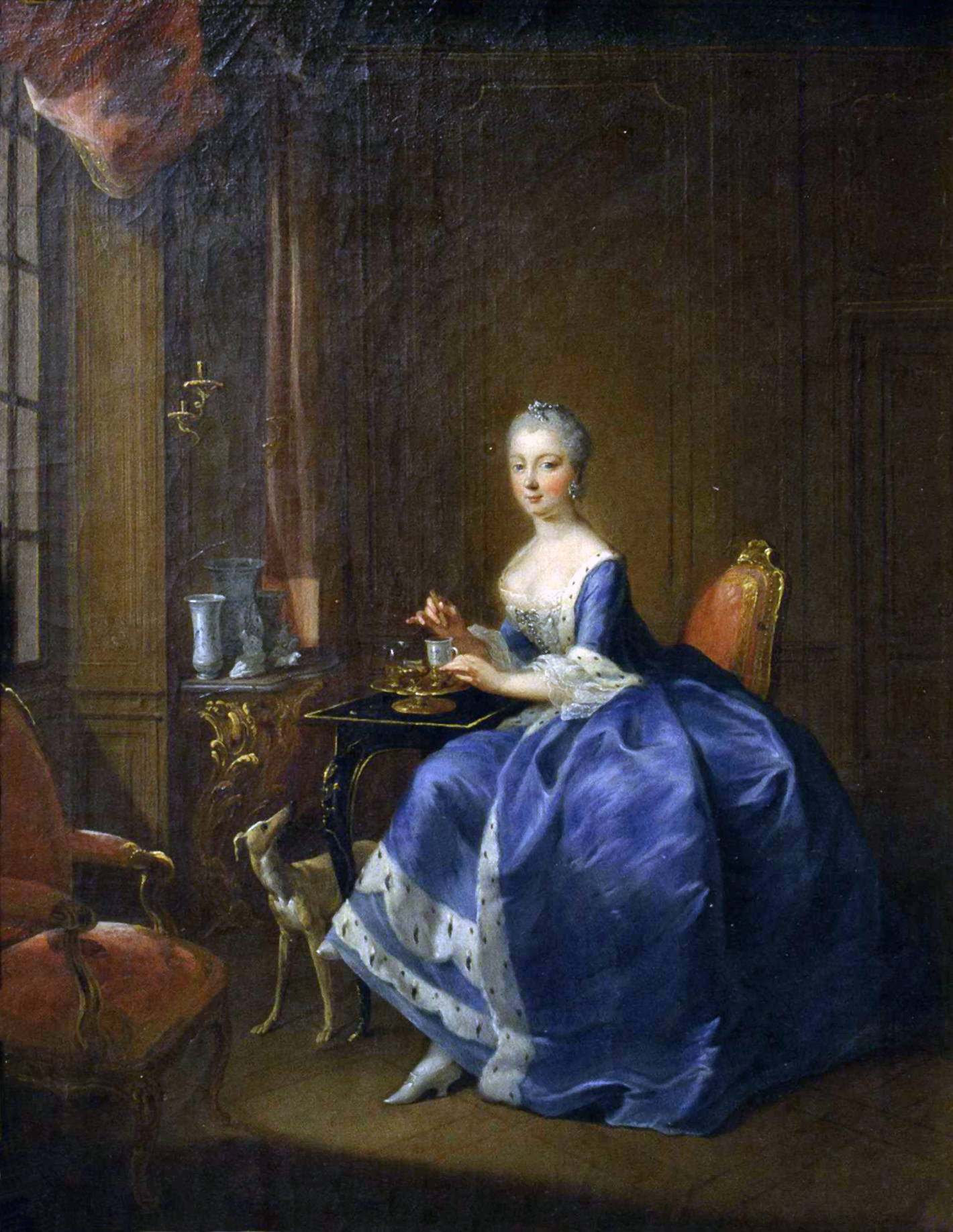
Wilhelmine von Hessen-Kassel

Wilhelmine von Hessen-Kassel (* 25. Februar 1726 in Kassel; † 8. Oktober 1808 in Berlin) war eine gebürtige Prinzessin von Hessen-Kassel und durch Heirat die „Prinzessin Heinrich“ von Preußen.

## Leben
Wilhelmine war eine Tochter des Prinzen Maximilian von Hessen-Kassel, einem Bruder des Landgrafen Wilhelm VIII. von Hessen-Kassel und des schwedischen Königs Friedrich. Wilhelmines Mutter war Prinzessin Friederike Charlotte (1698–1777), Tochter des Landgrafen Ernst Ludwig von Hessen-Darmstadt. Die Prinzessin wurde als große Schönheit mit viel Charme beschrieben.
1751 lernte sie ihren künftigen Ehemann, den Prinzen Heinrich von Preußen auf dessen Brautfahrt in Kassel kennen. Die Hochzeit fand am 25. Juni 1752 im Schloss Charlottenburg statt und erlaubte dem Prinzen die Einrichtung einer eigenen Hofhaltung. Seinen Geschwistern beschrieb er die Situation, dass er von der Gefangenschaft des Königs in die Gefangenschaft der Ehe wechsele. Obwohl der ganze Hof ihr Verhalten belauerte, gelang es ihr durch ein gleichmäßig freundliches Wesen, immer gut gelaunt zu erscheinen und dem Hofklatsch keine Angriffsfläche zu bieten. Das Paar lebte abwechselnd auf Schloss Rheinsberg und in Berlin. 1764 verlieh Katharina II. Wilhelmine den Katharinenorden.
Eine vermeintliche Affäre der Prinzessin führte 1766 zur endgültigen Trennung des kinderlosen Paares. Tatsächlich hatte ihr Ehemann mehr Interesse an etlichen männlichen Mitgliedern seiner Entourage. Wilhelmine bewohnte fortan im Berliner Palais des Prinzen Heinrich (heute Hauptgebäude der Humboldt-Universität) den einen Flügel, während ihr Mann seine Räume im anderen hatte. Das Verhältnis des Ehepaars blieb stets distanziert, doch verstand sie sich gut mit den Geschwistern ihres Mannes. Als ihre Schwägerin Luise ab 1761 zahlreiche Kinder gebar, war dies für sie – wie auch für ihre Schwägerin Königin Elisabeth Christine – nach Aussage des Kammerherrn Ernst Ahasverus Heinrich von Lehndorff „beschämend, weil sie nicht auch in dieser Lage sind, und nicht einmal die Hoffnung haben, jemals darein zu kommen“.
Während der Besetzung Berlins durch Napoléon im Jahre 1806 war die damals 80-jährige Prinzessin eines der wenigen Mitglieder der Königsfamilie, die Berlin nicht verließ.